# 流され者
『流され者』（ながされもの）は、羽山信樹の小説。
本記事では、基となった劇画についても記述する。

## 概要
1984年から1985年に角川書店の月刊誌『小説王』に連載され、カドカワノベルズ、角川文庫より全6巻が刊行されている。
元々は1973年から1977年にかけて、羽山脚本（葉山伸名義）で『リイドコミック』に連載された甲良幹二郎の劇画だったが、小説では大幅に内容を変更している。幕末を舞台とした作品であり、劇画版では明治篇が描かれているが、小説版では主人公の海外での活躍をほのめかすところで終わり、それ以上書かれることはなかった（著者あとがきには、アメリカ、イタリア、スペインを舞台とする構想が語られていた）。

### キャラクター
主人公の壬生宗十郎は、三宅島の島役人で後に廃された壬生忠良、偽勅使事件の主役で珍奇な機械や構想を天下に述べた小沢一仙に近い存在であるが、羽山自身はこの件に発言したことはない。壬生については『伊豆七島流人史』（雄山閣歴史選書）が小金井小次郎破島計画と重ね、少しだけ触れている。

### 映像化構想
伊武雅刀主演での映画化の企画が持ち上がっていたが、立ち消えになった。角川文庫には、角川映画の大作として映画化決定と表記されている（五社英雄監督、高田宏治脚本、鹿賀丈史主演を予定）。

## あらすじ
幕末、流刑の島である八丈島に最高責任者として、江戸に遊学中だった壬生宗十郎が3人の部下を従え赴任した。着任早々、増えすぎた流人（流刑囚）の殺戮を開始し、島を恐怖させる。しかし、それは彼の途方もない野望へのプロローグにすぎなかった。
宗十郎は流人を酷使し、自らのための井戸、新田を開発させ、最新知識を駆使して溶鉱炉を作った。そこから銃器、大砲、軍艦を製造し、島を要塞化させ、本土のやくざ者と協力して日本征服作戦を開始する。

## 登場人物
壬生宗十郎
主人公。八丈島の世襲の最高権力者である島役人。壬生家の嫡男。父の死にともない赴任し、恐怖政治を行う。あらゆる学問を極め、腕も立つ最強のアンチヒーローである。その時の気分次第で女子供であっても殺害する冷血漢であるが、身内と認めた人間に対しては義理人情に厚い面があったり、惚れた女には一途なところもあるという矛盾した性格を持つ。倒幕、佐幕いずれにも属さず、独自の立場から日本の支配を狙っている。
周三、喜久蔵、銀次
宗十郎の従者。3人とも腕が立ち、宗十郎を心底から恐れ、敬っている。劇画版では名前やその最期が異なる。
つばき
流人。美貌の混血女医。他の流人たち同様、宗十郎に敵意を持ち反抗するが、一方的に惚れられ犯され続ける。その結果妊娠し、狂喜した宗十郎と結婚することになるが、事故で流産し、そのショックで発狂する。
坊
つばきといつも一緒にいる少年。宗十郎に敵意を持つ。小説では最後まで生き残るが、劇画版では宗十郎の野心の道具にされかけた学者の逃亡を助けようとしたものの結局斬殺されてしまい、激昂して殴りかかった所で斬り殺された。
大前田英五郎
やくざの大親分。大人数の子分を束ねる大侠客だったが、宗十郎の野望に協力し、凶悪犯罪や大規模テロに手を染めていく。
政治郎
流人。通称「歩詰めの政」。著名な棋士で軍略家。盲目の老人だが武術の達人。密かに宗十郎にとって代わる野心を持ち、様々な策略をしかける。
高橋伊勢守
幕府大目付。宗十郎のライバル。
山岡鉄太郎
高橋伊勢守の義弟で腹心の部下。宗十郎の旧友で、その見識の広さは認めているが、その心底に潜む奸佞邪知を恐れ警戒もしている。
石佐、風三郎
御公儀御庭番。高橋伊勢守によって島に送り込まれ、様々な工作をする。
鬼吉
流人。通称「居合いの鬼吉」。片腕だが居合いの達人。後に宗十郎と対決して敗れた。

## 書誌情報

### 劇画版

#### 角川書店
- ヤマトコミックススペシャル、全11巻
  1. 壬生宗十郎・狂神の章
  2. 壬生宗十郎・木端微塵剣の章
  3. 壬生宗十郎・怒涛の章
  4. 壬生宗十郎・鬼哭の章
  5. 壬生宗十郎・断骨の章
  6. 壬生宗十郎・死生の章
  7. 壬生宗十郎・決戦の章
  8. 明治篇・再生の章
  9. 明治篇・邂逅の章
  10. 明治篇・紅蓮の章
  11. 明治編・伝説の章

#### リイド社
- SPコミックス（時代劇シリーズ）、全12巻
- PocketWIDE、全7巻
  1. 流人地獄之巻　ISBN 978-4-8458-2206-5
  2. 極悪無限之巻　ISBN 978-4-8458-2207-2
  3. 暗黒無情之巻　ISBN 978-4-8458-2208-9
  4. 悪鬼無念之巻　ISBN 978-4-8458-2209-6
  5. 悪道無頼之巻　ISBN 978-4-8458-2210-2
  6. 悪夢覚醒之巻　ISBN 978-4-8458-2211-9
  7. 悪業不滅之巻　ISBN 978-4-8458-2212-6

### 小説版
- 流され者1 壬生宗十郎・狂神の章
  - 1984年5月、カドカワノベルズ、ISBN 9784047767010
  - 1985年12月、角川文庫、ISBN 9784041621011
- 流され者2 壬生宗十郎・木端微塵剣
  - 1984年7月、カドカワノベルズ、ISBN 9784047767027
  - 1985年12月、角川文庫、ISBN 9784041621028
- 流され者3 壬生宗十郎・怒涛の章
  - 1984年9月、カドカワノベルズ、ISBN 9784047767034
  - 1985年12月、角川文庫、ISBN 9784041621035
- 流され者4 壬生宗十郎・鬼哭の章
  - 1985年5月、カドカワノベルズ、ISBN 9784047767041
  - 1985年12月、角川文庫、ISBN 9784041621042
- 流され者5 壬生宗十郎・断骨の章
  - 1985年9月、カドカワノベルズ、ISBN 9784047767058
  - 1985年12月、角川文庫、ISBN 9784041621059
- 流され者6 壬生宗十郎・死生の章
  - 1985年12月、カドカワノベルズ、ISBN 9784047767065
  - 1986年1月、角川文庫、ISBN 9784041621066

## 関連作品
- 『八丈人別帳』 - 同じく羽山・甲良のコンビによる劇画。描かれているのは本作以前の時代である。再刊時に『流され者外伝 八丈人別帳』と改題された。